# دارين روشيوفيل
دارين روشيوفيل (بالهولندية: Darren Rosheuvel)‏ هو لاعب كرة قدم هولندي في مركز الوسط، ولد في 15 مايو 1994 في أمستردام في هولندا. شارك مع منتخب هولندا تحت 17 سنة لكرة القدم. أما مع النوادي، فقد لعب مع نادي أوترخت.

## وصلات خارجية
- دارين روشيوفيل على موقع قاعدة بيانات كرة القدم.إي يو (الإنجليزية)
- دارين روشيوفيل على موقع Soccerway.com (الإنجليزية)